# Computer Chess

Computer Chess est un film indépendant américain écrit et réalisé par Andrew Bujalski et sorti en 2013.

## Synopsis
En 1983, comme chaque année, un grand maître du jeu d'échecs (Gerald Peary) organise dans un hôtel californien une rencontre entre programmeurs d'intelligence artificielle de jeu d'échecs. Une vingtaine d’équipes émanant de différents instituts technologiques participent à ce tournoi, dont le gagnant sera autorisé à faire jouer son programme contre le maître.
Pendant les trois jours que dure le tournoi, se mêlent les intrigues : mésaventures de l'un des participants, Michael Papageorge (Myles Paige), soupçons de noyautage du tournoi par différents organismes tels que le Pentagone, incompréhension de l'équipe de Caltech face au comportement presque humain de leur programme TSAR 3 donné vainqueur, et contact difficile entre les nerds du tournoi et un groupe psychédélique.

## Fiche technique
- Réalisation : Andrew Bujalski
- Scénario : Andrew Bujalski
- Cinématographie : Matthias Grunsky
- Montage : Andrew Bujalski
- Production : Houston King, Alex Lipschultz
- Distribution : Kino Lorber
- Dates de sortie :
  -  États-Unis : 21 janvier 2013 (Sundance Film Festival)
  -  États-Unis : 17 juillet 2013
- Durée : 92 minutes
- Pays de production :  États-Unis
- Langage : anglais

## Distribution
- Patrick Riester : Peter Bishton
- Wiley Wiggins : Martin Beuscher
- Myles Paige : Michael Papageorge
- Robin Schwartz : Shelly Flintic
- Gerald Peary : Pat Henderson
- Gordon Kindlmann : Tom Schoesser

## Distinctions

### Nominations
- Festival du film de Sydney 2013 : sélection « Features »